# 八洲光学工業
八洲光学工業株式会社（やしまこうがくこうぎょう、Yashima Optical Co.,ltd ）は、東京都中野区に所在する老舗顕微鏡メーカーである。現在本社は東京都中野区中央5-10-6に所在している。
かつて「八洲精機」「八洲光学精機」として存在していたカメラメーカー・ヤシカとの関係は一切ない。

## 沿革
- 1935年（昭和10年）2月11日 -　株式会社高千穂製作所(現オリンパス)の機械部主任細野精一、化学部主任石川淳吉、三宅国忠、比留間輝治、門田勝義など三十数名の幹部社員と取締役の西野邦三郎が中心になり分離独立。資本金5万円で「八洲光学工業株式会社」創業。社長は西野邦三郎。
- 1941年（昭和16年）5月 -　軍需工場として金属管理工場の金属、材質の検査、顕微鏡を各工場が必要として、軍命令に依り具備することとなり、顕微鏡、双眼鏡、その他軍需光学兵器の製作を行なった。本社及び工場は東京都杉並区方南町470番地、中野工場は東京都中野区新山通り3－13、大阪営業所は大阪市北区堂島ビル5階。
- 1945年（昭和20年）- 福島工場として福島県伊達郡梁川町の広瀬座(旧広瀬座)、万休院等に疎開し、双眼鏡等を製造した。終戦時資本金100万円。軍需保険800万円を得て再建。
- 1946年（昭和21年）- 顕微鏡の生産を開始。この時生産量は月産100台を超える。
- 1949年（昭和24年）- 資本金1,000万円に増資。
- 1951年（昭和26年）- アメリカ、カナダ及び香港向け顕微鏡の輸出中断等により当時の従業員340人の人件費と生産材購入の資金が減ったため一部従業員の解雇を行ない、これをきっかけとし労働争議が始まる。
- 1952年（昭和27年）5月4日- 全従業員を解雇。
  - 7月- 会社解散
  - 8月15日 - 労働組合により、資本金300万円で『新八洲光学株式会社』設立
- 1954年（昭和29年）3月 - 会社閉鎖。
- 1955年（昭和30年）9月2日 - 新たに『新八洲光学株式会社』設立。資本金500万円。本社・営業部は東京都千代田区神田金沢町11番地。工場は東京都杉並区方南町470番地。
- 1960年（昭和35年）2月 - 会社名を『八洲光学工業株式会社』に変更。
- 1961年（昭和36年）2月 - 資本金の倍額増資を行う。資本金1,000万円。
- 1962年（昭和37年）4月 - 資本金の倍額増資を行う。資本金2,000万円。
- 1984年（昭和59年）4月 - 東京都杉並区方南2-12-26に、本社・方南町工場を新築完成。
- 2004年（平成16年）5月 - 方南町工場閉鎖。東京都杉並区和田2-3-3に本社移転。
- 2006年（平成18年）5月 - 東京都杉並区和田1-1-12(八洲ビル)に本社移転。
- 2015年（平成27年）4月 - 東京都中野区中央5-10-6 に本社移転。